# Darel Dieringer
Darel Dieringer (Indianapolis (Indiana), 1 juni 1926 - 28 oktober 1989) was een Amerikaans autocoureur. Hij reed tussen 1957 en 1975 in de NASCAR Grand National Series.

## Carrière
Dieringer debuteerde in de NASCAR in 1957 op het strand- en stratencircuit van Long Beach. De eerste overwinning kwam er in 1963 toen hij de Golden State 400 op de Riverside International Raceway won. Hij won ook de twee volgende jaren een race en eindigde in 1965 op de derde plaats in het kampioenschap. In 1966 won hij drie keer en in 1967 won hij voor de zevende en laatste keer toen hij de Gwyn Staley 400 op de North Wilkesboro Speedway won. Na 1968 reed hij nog sporadisch in de NASCAR en in 1975 zette hij een punt achter zijn loopbaan als NASCAR-coureur. 